# Heterostraki
Heterostraki (†Heterostraci) – grupa wymarłych bezżuchwowców wodnych zaliczanych do pteraspidokształtnych (†Pteraspidomorphi), obejmująca opancerzone kręgowce z okresu od wczesnego syluru (430 milionów lat temu) do późnego dewonu (370 milionów lat temu). Poznano około 300 gatunków kopalnych. Cechą charakterystyczną dla tej grupy są pojedyncze otwory skrzelowe w pancerzu na każdym boku zwierzęcia. Zewnętrzny pancerz składał się z płytek kostnych zawierających zębinę i aspidynę. Małe oczy były położone w grzbietowej części głowy. Osiągały maksymalnie 1,5 m długości, zwykle mniej.
Pozycja taksonomiczna Heterostraci jest niejednoznaczna, w zależności od autora klasyfikowane są w randze gromady, podgromady lub rzędu. Przy założeniu rangi wyższej od rzędu heterostraki dzielone są na rzędy:
- †Cyathaspidiformes
- †Pteraspidiformes